# 北海道道695号清原喜茂別線
北海道道695号清原喜茂別線（ほっかいどうどう695ごう きよはらきもべつせん）は、北海道伊達市と虻田郡喜茂別町を結ぶ一般道道（北海道道）である

## 概要

### 路線データ
- 起点：北海道伊達市大滝区清原町（国道276号交点）
- 終点：北海道虻田郡喜茂別町鈴川（国道276号交点）
- 路線延長：11.6 km

## 歴史
- 1971年（昭和46年）3月31日 路線認定[1]。

## 地理

### 通過する自治体
- 胆振総合振興局
  - 伊達市
- 後志総合振興局
  - 虻田郡喜茂別町

### 交差する道路
伊達市
- 国道276号 - 大滝区清原町（起点）

喜茂別町
- 国道276号 - 鈴川 （終点）